# Walter Smaill
Walter Sydney Smaill, född 18 december 1884 i Montreal, död 2 mars 1971, var en kanadensisk professionell ishockeyspelare. Smaill spelade för Cobalt Silver Kings, Ottawa Senators och Montreal Wanderers i NHA samt för Victoria Aristocrats i PCHA. Under sju säsonger i NHA och PCHA registrerades Smaill för 47 mål och 12 assists för sammanlagt 59 poäng på 99 spelade matcher.